# Pfarrdotationsgrundstück
Ein Pfarrdotationsgrundstück (auch Pfarrbesoldungsgrundstück) waren Grundstücke, die sich im Eigentum des jeweiligen Bundeslandes befanden, die jedoch ausschließlich für kirchliche Belange genutzt wurden. Um den Verkaufserlös dieser Grundstücke kam es zu langjährigen vermögensrechtlichen Auseinandersetzungen über die Höhe des jeweiligen Anteils aus dem Verkaufserlöses zwischen Kirche und Staat. Teilweise sind die Pfarrbesoldungsgrundstücke dem Land zugefallen. Damit ging die Verpflichtung, aus dem Grundstücksertrag einen Pfarrer oder seine Helfer zu besolden an das Land über. Dotation bedeutet eine Ausstattung, Schenkung oder Zuwendung. Dabei wird beispielsweise einer Kirchengemeinde ein Vermögen gegeben, von dessen Einkünften sie sich in baulichem Stande erhalten und ihre Diener besolden kann. Als Dotationen wurden auch Schenkungen von Staatsgütern verstanden, die gemeinsam mit einem adeligen Titel an Personen verliehen wurden, die ausgezeichnete Verdienste erworben hatten.

## Hintergrund
Kirchenangestellte, wie Gemeindepfarrer, mussten ihren Lebensunterhalt im Mittelalter fast ausnahmslos aus dems Pfründevermögen der jeweiligen Kirche oder dem Ertrag der zur Pfarrdotation gehörenden Grundstücke bestreiten. Das Pfründevermögen umfasste neben den Grundstücken auch Nutzungsrechte sowie Ansprüche auf Geldzahlungen und Naturalleistungen. Waren es vormals zumeist Geistliche, die im Zölibat lebten, so kamen neue Anforderungen hinzu. So gab es zunehmend Pfarrfamilien und in jedem Kirchspiel wurde ein Schulwesen eingeführt, das ebenfalls finanziert werden musste. Die zur Verfügung stehenden Kirchenmittel waren nicht an diese neue Situation angepasst. Die vorhandenen Einkünfte der Kirchenkassen aus Stiftungsmitteln sollten eigentlich den Bedarf decken. Die Ortsgeistlichen hatten wenig Einfluss auf die Vergabe der Stiftungsmittel des Kirchspiels. Verwaltet wurde es von den Kirchvögten. Hinzu kam, dass Teile des Pfarrdotationsgrundes, die vormals auf Zeit verpachtet worden waren, nun in Erbpacht umgewandelt wurden. Um die Kirchenkassen zu entlasten oder deren Einnahmen sogar zu vermehren, wurden Vikariate in Schulstellen und Pfarrgüter oder Pfarrlehen in Kirchengüter umgewandelt. Um die gestiegenen Ausgaben zu decken, wurden die entstehenden Kosten durch freiwillige Kollekten finanziert. Darunter fielen beispielsweise Kosten für Kirchenneubauten, Reparaturen, die Anschaffung einer Orgel. Auf alle eingepfarrten Grasflächen wurde ein Kirchenbeitrag erhoben.
Im Zuge der französischen Revolution wurden 1789 alle Zehnten und das gesamte Kirchenvermögen zum Nationaleigentum erklärt. Bei der Säkularisation in Deutschland blieben mit dem Reichsdeputationshauptschluss vom 25. Februar 1803 die „Dotationen der Pfarreien, die Schulfonds und die frommen Stiftungen erhalten während alle geistlichen Territorien, Abteien, Stifte und Klöster zur freien und vollen Disposition den betreffenden weltlichen Landesherrn überlassen, sowohl zum Behufe des Aufwandes für Kultus, Schulen und gemeinnützige Anstalten als zur Erleichterung der Finanzen. Nur mußten sie die Domkirchen bleibend ausstatten und Pensionen für die säkularisierten Geistlichen auswerfen.“
Im 19. Jahrhundert wurde das Pfründesystem durch ein Besoldungssystem ersetzt. Die kirchliche Ordnung zur Pfarrbesoldung und -versorgung innerhalb der evangelischen Kirchen ist eng an das staatliche Beamtenrecht angelehnt.
In Baden-Württemberg ergab beispielsweise der Verkauf von ca. 2800 Grundstücken einen Erlös von mehr als 38 Millionen Euro.